# NGC 823
NGC 823 é uma galáxia elíptica (E-S0) localizada na direcção da constelação de Fornax. Possui uma declinação de -25° 26' 30" e uma ascensão recta de 2 horas, 7 minutos e 20,0 segundos.
A galáxia NGC 823 foi descoberta em 14 de Outubro de 1830 por John Herschel.